# Wspólnota administracyjna Falkenberg
Wspólnota administracyjna Falkenberg – wspólnota administracyjna (niem. Verwaltungsgemeinschaft) w Niemczech, w kraju związkowym Bawaria, w rejencji Dolna Bawaria, w regionie Landshut, w powiecie  Rottal-Inn. Siedziba wspólnoty znajduje się w miejscowości Falkenbergu.
Wspólnota administracyjna zrzesza trzy gminy wiejskie (Gemeinde): 
- Falkenberg, 3 823 mieszkańców, 66,60 km²
- Malgersdorf, 1 204 mieszkańców, 11,52 km²
- Rimbach, 868 mieszkańców, 22,69 km²